# Euxoa rurisgueneei
Euxoa rurisgueneei là một loài bướm đêm trong họ Noctuidae.